# サンドミェシュ連盟
サンドミェシュ連盟 （ポーランド語:Konfederacja sandomierska）は、大北方戦争中のポーランド・リトアニア共和国でスウェーデンに対抗し、ポーランド王アウグスト2世を支持するために1704年5月20日に結成された連盟。スタニスワフ・レシチンスキを推すワルシャワ連盟の対抗組織で、司令官はスタニスワフ・エルネスト・デンホフ。1717年の沈黙のセイムまで存続した。
連盟の参加者のほとんどはマウォポルスカの貴族で、アウグスト2世が同君連合で治めるザクセン王国を支援していた。ワルシャワ連盟とサンドミェシュ連盟の並立により、ポーランドは3年におよぶ内乱に突入した。この内乱ではスウェーデン軍の猛威の元でワルシャワ連盟に軍配が上がり、アルトランシュテット条約でアウグスト2世は退位した。しかしスウェーデンがロシアに敗れると、その支援を受けたアウグスト2世は1709年に復位した。